# Pseudoyersinia canariensis
Pseudoyersinia canariensis är en bönsyrseart som beskrevs av Lucien Chopard 1942. Pseudoyersinia canariensis ingår i släktet Pseudoyersinia och familjen Mantidae. Inga underarter finns listade i Catalogue of Life.